# デイヴィッド・ヴァン・ヴァクター
デイヴィッド・ヴァン・ヴァクター（David Van Vactor、1906年5月8日 - 1994年3月24日）は、アメリカ合衆国の作曲家。
インディアナ州プリマス出身。ノースウェスタン大学で音楽を学び、1928年に学士号を、1935年に修士号を取得した。作曲はレオ・サワビー、ポール・デュカス、フランツ・シュミット、アルノルト・シェーンベルクらに師事した。
1933年から1934年にかけてシカゴ市民オーケストラの副指揮者を務め、1943年から1947年までカンザスシティー管弦楽団の副指揮者とフルートパートリーダーを務めた。1947年から1972年までノックスビル交響楽団の指揮者を務めた。その他ニューヨーク・フィルハーモニック、クリーヴランド管弦楽団、シカゴ交響楽団、ロンドン・フィルハーモニー管弦楽団、フランクフルト放送交響楽団などに客演した。またノックスビルにあるテネシー大学で教授として作曲とフルートを指導した。
作品は7つの交響曲、9つの協奏曲、5つの合唱とオーケストラのための作品、室内楽曲、声楽曲、吹奏楽曲など100以上ある。

## 文献
- Anon. (1938a). "Van Vactor Wins $1,000 Music Prize; American Composer Receives Philharmonic Society Award for His Symphony in D". New York Times (September 13): 27.
- Anon. (1938b). "Evanstonians". Time (September 26).
- Bayne, Pauline Shaw (ed.) (1993). The David Van Vactor Collection: A Catalog. Knoxville: The University of Tennessee Press, Knoxville Libraries.
- Bayne, Pauline (2001). "Van Vactor, David". The New Grove Dictionary of Music and Musicians, edited by Stanley Sadie and John Tyrrell. New York: Grove's Dictionaries.
- Downes, Olin (1939). "Van Vactor Work Has Its Premiere: Prize-Winning Symphony Is Played by Philharmonic at Carnegie Hall; Nathan Milstein Heard: The Violinist's Performance of Mendelssohn Concerto Wins Approval of Audience". New York Times (January 20).
- Ramsey, Russell Giffin (1971). "David Van Vactor: Composer, Musician and Educator." M.S. thesis. Knoxville, Tennessee: University of Tennessee.
- Van Vactor, David, and Katherine D. Moore (1960). Every Child May Hear. Knoxville, Tennessee: The University of Tennessee Press.